# Р-801
Р-801 — серия советских бортовых авиационных командных ламповых УКВ радиостанций, также проходивших под наименованием РСИУ-4.

## Основные модификации
- Р-801 (РСИУ-4 «Дуб-4»)
- Р-801В (РСИУ-4В «Миндаль»)
- Р-801П (РСИУ-4П), для ГВФ

## Основные ТТД
(для радиостанции «Дуб-4)»
- Диапазон частот: 100—150 МГц
- Вид модуляции — амплитудная
- Шаг каналов: 83,333 кГц (100 кГц в гражданском исполнении)
- Модуляция амплитудная
- Мощность передатчика 6 вт
- Чувствительность приемника не хуже 10 мкВ
- Питание – бортсеть постоянного тока 27 вольт и переменного однофазного тока 115 вольт 400 герц
- Потребляемая мощность: по постоянному току 470 вт, по переменному току 300 вт.
- Исполнение — моноблок
- Вес комплекта — 31,5 кг

## Применение
Р-801 устанавливалась на такие воздушные суда как:
Ан-8, Ан-12, МиГ-19С, МиГ-21Ф, Су-7; Су-15, Ту-116, Як-25, Як-27Р.